# Littoral (Benin)
Littoral (deutsch Küste) ist ein Département Benins mit der Hauptstadt Cotonou, aus der das Departement ausschließlich besteht.

## Geschichte
Littoral entstand 1999 durch die Trennung von dem Departement Atlantique.

## Geographie
Das Departement liegt im Süden des Landes und grenzt im Norden und Westen an das Departement Atlantique, im Süden an den Atlantik und im Osten an das Departement Ouémé.

### Kommunen

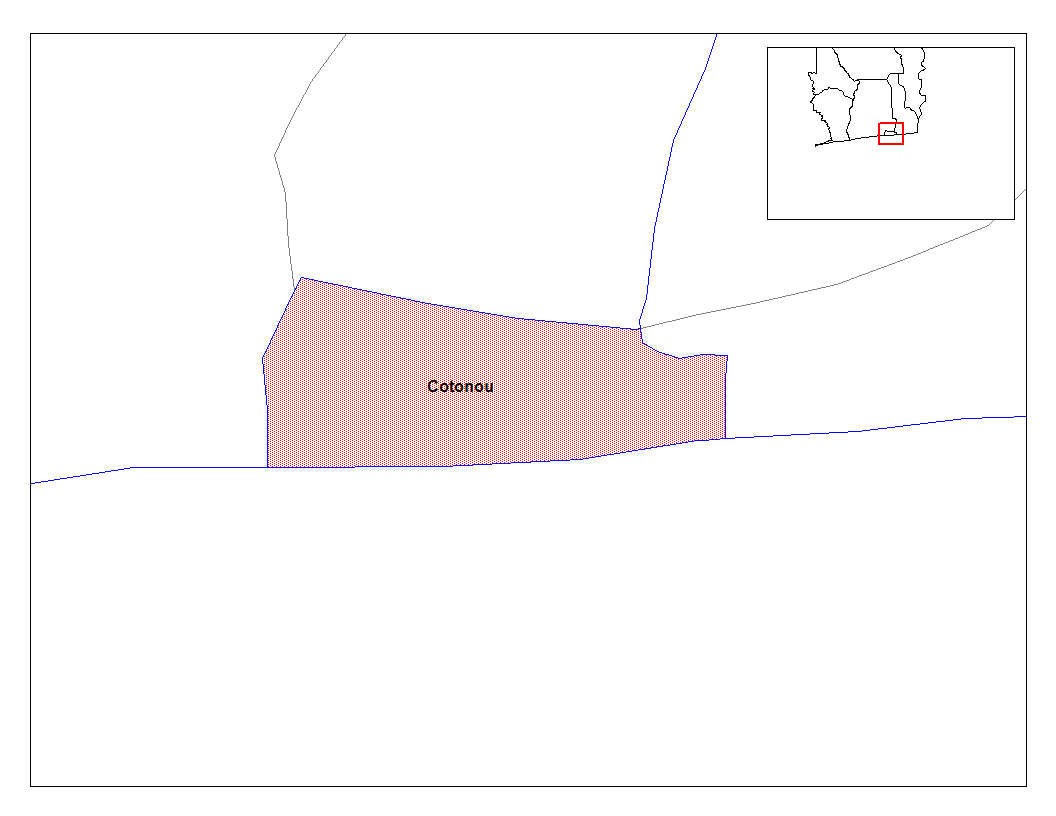
Kommunen von Littoral

- Cotonou

## Bevölkerung
Bei der letzten Volkszählung 2013 zählte das Departement 679.012 Einwohner.

### Bevölkerungsentwicklung
| Jahr        | Einwohnerzahl |
| ----------- | ------------- |
| Zensus 1979 | 320.348       |
| Zensus 1992 | 536.827       |
| Zensus 2002 | 665.100       |
| Zensus 2013 | 679.012       |

### Volksgruppen
Die größten Völker sind die Fon mit 32,9 % und die Gun mit 15,2 % Bevölkerungsanteil. Daneben gibt es zahlreiche Adja und Joruba.

### Religionen
Die große Mehrheit von 75,7 % der Bewohner bekennt sich zum Christentum (davon 76 % Katholiken und 16 % Afrikanische Unabhängige Kirchen). Der Islam ist mit 14,2 % Bevölkerungsanteil vertreten. Traditionelle Religionen spielen (offiziell) keine große Rolle mehr.